# Blansko
Blansko (en allemand : Blanz) est une ville de la région Moravie-du-Sud, en Tchéquie, et le chef-lieu du district de Blansko. Sa population s'élevait à 20 185 habitants en 2024.

## Géographie
Blansko se trouve dans la vallée de la Svitava, à 20 km au nord de Brno et à 178 km au sud-est de Prague.
La commune est limitée par Spešov et Ráječko au nord, par Vavřinec et Vilémovice à l'est, par Jedovnice au sud-est, par Rudice, Olomučany et Vranov au sud, et par Šebrov-Kateřina, Lipůvka et Černá Hora à l'ouest.

## Histoire
La fondation de la ville est le fait de l'évêque d'Olomouc, Jindřich Zdík en 1136.
Le seigneur Matyáš Žalkovský ze Žalkovic lui accorde les privilèges féodaux de ville en 1580. La famille Gellhorn (noblesse silésienne), y établit des aciéries en 1698. C'est autour de cette industrie que la ville se développe, principalement au XIXe siècle.
La ville a gardé un caractère industriel.

## Population
Recensements (*) ou estimations de la population :
| 1869* | 1880* | 1890* | 1900* | 1910* | 1921* |
| ----- | ----- | ----- | ----- | ----- | ----- |
| 5 002 | 5 565 | 5 545 | 6 278 | 7 562 | 7 544 |

| 1930* | 1950* | 1961*  | 1970*  | 1980*  | 1991*  |
| ----- | ----- | ------ | ------ | ------ | ------ |
| 8 496 | 8 883 | 12 673 | 14 903 | 18 912 | 20 783 |

| 2001*  | 2011*  | 2015   | 2016   | 2017   | 2018   |
| ------ | ------ | ------ | ------ | ------ | ------ |
| 20 594 | 20 629 | 20 800 | 20 664 | 20 639 | 20 650 |

| 2019   | 2020   | 2021*  | 2022   | 2023   | 2024   |
| ------ | ------ | ------ | ------ | ------ | ------ |
| 20 572 | 20 484 | 19 900 | 19 715 | 20 174 | 20 185 |

## Transports
Par la route, Blansko se trouve à 27 km de Brno et à 225 km de Prague. 

## Jumelages
- Legnica (Pologne)
- Bouloc (France)
- Vacquiers (France)
- Villeneuve-lès-Bouloc (France)

## Personnalités
- Eduard Světlík (1931-2018), écrivain, y est né.
- Ludvík Daněk (1937-1998), triple médaillé olympique au lancer du disque, est né à Blansko.